# Гимн Маршалловых Островов
Forever Marshall Islands — государственный гимн Маршалловых Островов. Автор слов и музыки — бывший президент страны, Амата Кабуа. Гимн был утверждён в 1991 году.